# الشارع الجديد (مسلسل)
الشارع الجديد مسلسل مصري، إنتج عام 1997 بطولة عزت العلايلي و فردوس عبد الحميد ، عبد المنعم مدبولي ، شريف منير ، نجاح الموجي ، فريدة سيف النصر ، من تأليف عبد الحميد جودة السحار وإخراج محمد فاضل (مخرج).

## قصة المسلسل
تدور أحداثه خلال النصف الأول من القرن العشرين، وتناول أهم مشكلات ذلك العصر، ومنها الفقر وما يتبعه من زواج سريع متواضع، وعمل بسيط في الدكاكين والعنابر، وحرب قائمة تفرض التعامل مع الإنجليز، ومطالب وأفواه جائعة، وألسنة لا تكف عن الذم والتحسر وسوء الأحوال.